# Kai Bierich
Kai Bierich (* 1957 in Hamburg) ist ein deutscher Architekt. Neben Tobias Wulf, Alexander Vohl, Jan-Michael Kallfaß, Ingmar Menzer und Steffen Vogt war er bis 2018 geschäftsführender Gesellschafter des Architekturbüros Wulf Architekten in Stuttgart.

## Leben
Von 1977 bis 1985 studierte Kai Bierich an der Technischen Hochschule Darmstadt und erwarb den akademischen Grad eines Diplom-Ingenieurs. 1986–1987 folgte eine Mitarbeit im Büro Behnisch & Partner in Stuttgart. Von 1986 bis 1992 war er als selbständiger Architekt tätig. 1992 begann seine Zusammenarbeit mit Tobias Wulf, ab 1996 war er Partner des Büros Wulf & Partner. Von 2011 an leitete er zusammen mit Tobias Wulf und Alexander Vohl das Büro Wulf Architekten GmbH, von 2015 bis 2018 zudem mit Jan-Michael Kallfaß, Ingmar Menzer und Steffen Vogt. 2019 gründete er gemeinsam mit seiner Frau Van Le-Bierich das Studio Bierich, Büro für Architektur und Innenraumgestaltung in Stuttgart.

## Lehrtätigkeit
An der Universität Stuttgart hatte er von 1989 bis 1996 verschiedene Lehraufträge für Entwerfen. Von 1997 bis 2001 war er Dozent an der Staatlichen Akademie der Bildenden Künste Stuttgart. Ab 2005 war er als Architekt in der Volksrepublik China, Malaysia, Indien und Russland tätig, von 2006 bis 2009 übernahm er eine Gastprofessur in Tianjin und Beijing in China.

## Haltung
Zu seiner Entwurfshaltung äußerte Bierich: „Die Besonderheit des Ortes sinnvoll zu integrieren oder neu zu beleben, leitet unser Entwerfen – nicht die oberflächliche Integration. Umfeld, Geschichte, Landschaftsformen und Erinnerungswerte sind für uns wichtige Betrachtungsebenen.“

## Mitgliedschaften
Kai Bierich ist Mitglied der Architektenkammer Baden-Württemberg, im Bund Deutscher Architekten (BDA), im aed (Verein zur Förderung von Architektur, Engineering und Design in Stuttgart e. V.), im ACE Architects Council of Europe (seit 2016) und im Rotary Club Stuttgart Wildpark (seit 2002). Von 2010 bis 2013 leitete er die Galerie a + für Architektur und Kunst in Stuttgart.

## Jurytätigkeit
Seit 2006 ist Kai Bierich regelmäßig als Preisrichter für öffentliche und private Bauvorhaben tätig.

## Bauten und Entwürfe (Auswahl)
- 2019: Wohnhaus in Alaro auf Mallorca
- 2018–2019: zwei Wohnhäuser in Ligurien (Italien)
- 2016: Umbau einer Scheune in Überlingen am Bodensee
- 2015: Wohnhaus P72 in Stuttgart
- 2013: Penthaus H12 in Stuttgart
- 2012: Wohnung Fundel in Stuttgart
- 2005: Entwurf für das Haus Scholpp in Stuttgart
- 1991: Café Vanille in Tübingen
- 1990: Kindergarten in Dußlingen
- 1987–1990: Einfamilienhäuser in Tübingen

(Weitere Bauten werden im Artikel Wulf Architekten genannt.)

## Schriften
- wulf architekten (Hrsg.): Rhythmus und Melodie. (mit einer Einführung von Hubertus Adam) niggli Verlag, Sulgen (CH) 2014, ISBN 978-3-7212-0900-6.
- Wulf & Partner (Hrsg.): Wulf & Partner selected works 2003–2010. Nelte Verlag, Wiesbaden 2010, ISBN 3-932509-53-6.
- Falk Jaeger: Wulf & Partner. Jovis Verlag, Berlin 2007, ISBN 978-3-939633-55-6.
- Falk Jaeger: Unter schwingenden Dächern. Die Neue Messe Stuttgart. avedition Verlag, Ludwigsburg 2007, ISBN 978-3-89986-091-7.
- Wulf & Partner: Adidas Factory Outlet. Architektur und Design. avedition Verlag, Ludwigsburg 2005, ISBN 3-89986-041-1.
- Wulf & Partner: inbewegung. (Ausstellungskatalog) Aedes Verlag, Berlin 2004, ISBN 3-937093-38-9.